# Buick Invicta
Buick Invicta – samochód osobowy klasy luksusowej produkowany pod amerykańską marką Buick w latach 1959 – 1963.

## Pierwsza generacja

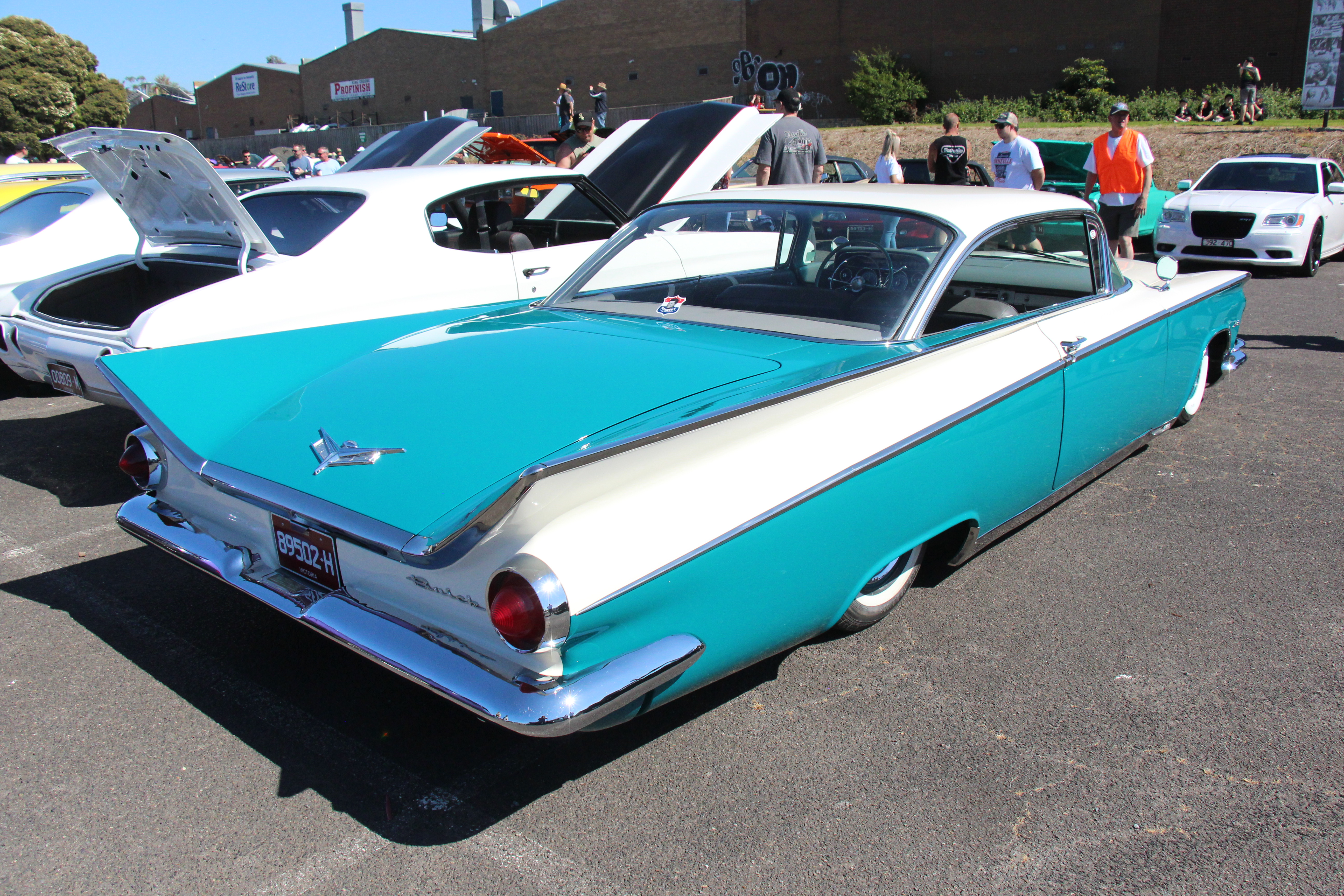
Buick Invicta I - tył

Buick Invicta I został zaprezentowany po raz pierwszy w 1958 roku.
Buick Invicta pierwszej generacji pojawił się w ofercie marki pod koniec lat 50. XX wieku jako następca modelu Century. W porównaniu do poprzednika samochód zyskał bardziej strzeliste proporcje nadwozia, a także nieznacznie krótsze nadwozie.

### Silnik
- V8 6.0l Nailhead
- V8 6.6l Nailhead

## Druga generacja

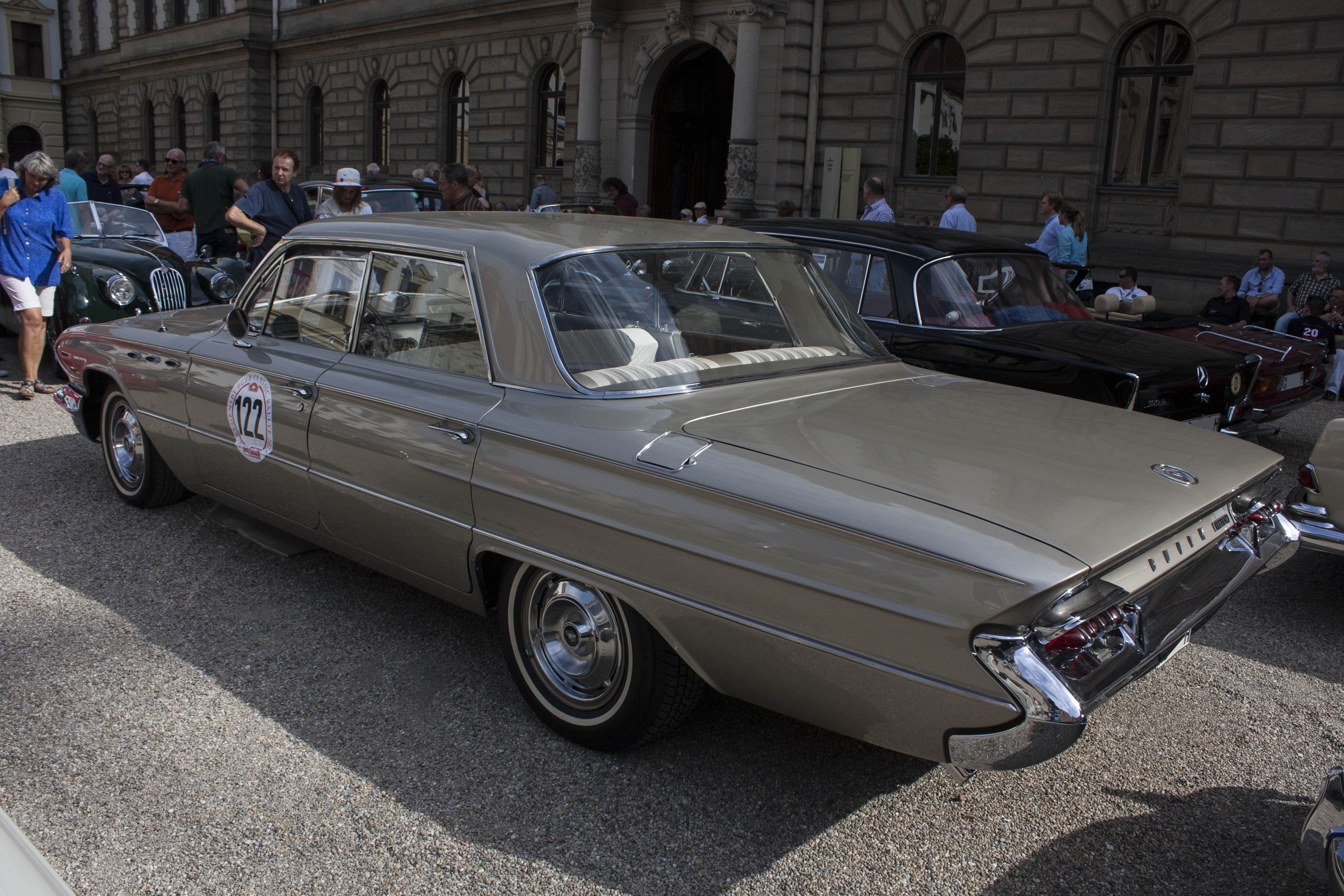
Buick Invicta II - tył

Buick Invicta II został zaprezentowany po raz pierwszy w 1960 roku.
Druga generacja Invikty w porównaniu do poprzednika zyskała mniej awangardowe linie, z łagodniej poprowadzonymi przetłoczeniami i bardziej zawartymi proporcjami nadwozia. Trwająca 3 lata produkcja została zakończona w 1963 roku na rzecz następcy - modelu Wildcat.

### Silnik
- V8 6,6 l (6571 cm³), 2 zawory na cylinder, OHV
- Układ zasilania: gaźnik
- Średnica cylindra × skok tłoka: 106,40 mm × 92,50 mm
- Stopień sprężania: 10,25:1
- Moc maksymalna: 330 KM (242 kW) przy 4400 obr./min
- Maksymalny moment obrotowy: 603 N•m przy 2800 obr./min